# Resolució 1490 del Consell de Seguretat de les Nacions Unides
La Resolució 1490 del Consell de Seguretat de les Nacions Unides fou adoptada per unanimitat el 3 de juliol de 2003. Després de les resolucions 687 (1991), 689 (1991), 806 (1993) 833 (1993) i 1483 (2003) sobre la situació entre Iraq i Kuwait, el Consell va estendre el mandat de la Missió d'Observació de les Nacions Unides per a l'Iraq i Kuwait (UNIKOM) que vigila la frontera recíproca per un període definitiu fins al 6 d'octubre de 2003.
El Consell de Seguretat va reafirmar el compromís de tots els estats amb la sobirania i la integritat territorial d'Iraq i Kuwait. Va reconèixer que l'operació de la UNIKOM i la zona desmilitaritzada establerta en 1991 entre els dos estats ja no era necessària per protegir Kuwait de les accions iraquianes.
Actuant amb el Capítol VII de la Carta de les Nacions Unides, la resolució va extreure el mandat de la UNIKOM per un temps final i acabar amb la zona desmilitaritzada entre els dos països. Va instruir al secretari general Kofi Annan que negociés la transferència de beneficis i béns no extraïbles de la UNIKOM que no es podien disposar d'una altra manera a l'Iraq i Kuwait.